# Mnichov (Zahrádky)
Mnichov byla vesnička u Zahrádek na Českolipsku, zaniklá po roce 1450[zdroj?]. Zůstalo po ní několik kulturních památek a místních pojmenování. Jsou všechny na katastru obce Zahrádky poblíž Bobřího potoka a mimo nich zde žádný dům nezůstal.

## Historie
Je zaznamenána existence vladyckého rodu pánů z Mnichova v letech 1376 – 1556, kteří byli u vzniku nedaleké obce a Zahrádek. U vsi byla rozhodnutím krále Karla IV. zbudována tzv. Mnichovská průrva. Ve vsi měli tvrz i vlastnický kostel. Vesnička zanikla po roce 1450. O 100 let později byl na jejich místě postaven nový kostel svaté Barbory se hřbitovem a samostatnou zvonicí. Přesná poloha vsi není spolehlivě doložena, mimo lokality s existujícím kostelem je možných několik dalších variant v okolí Zahrádek.

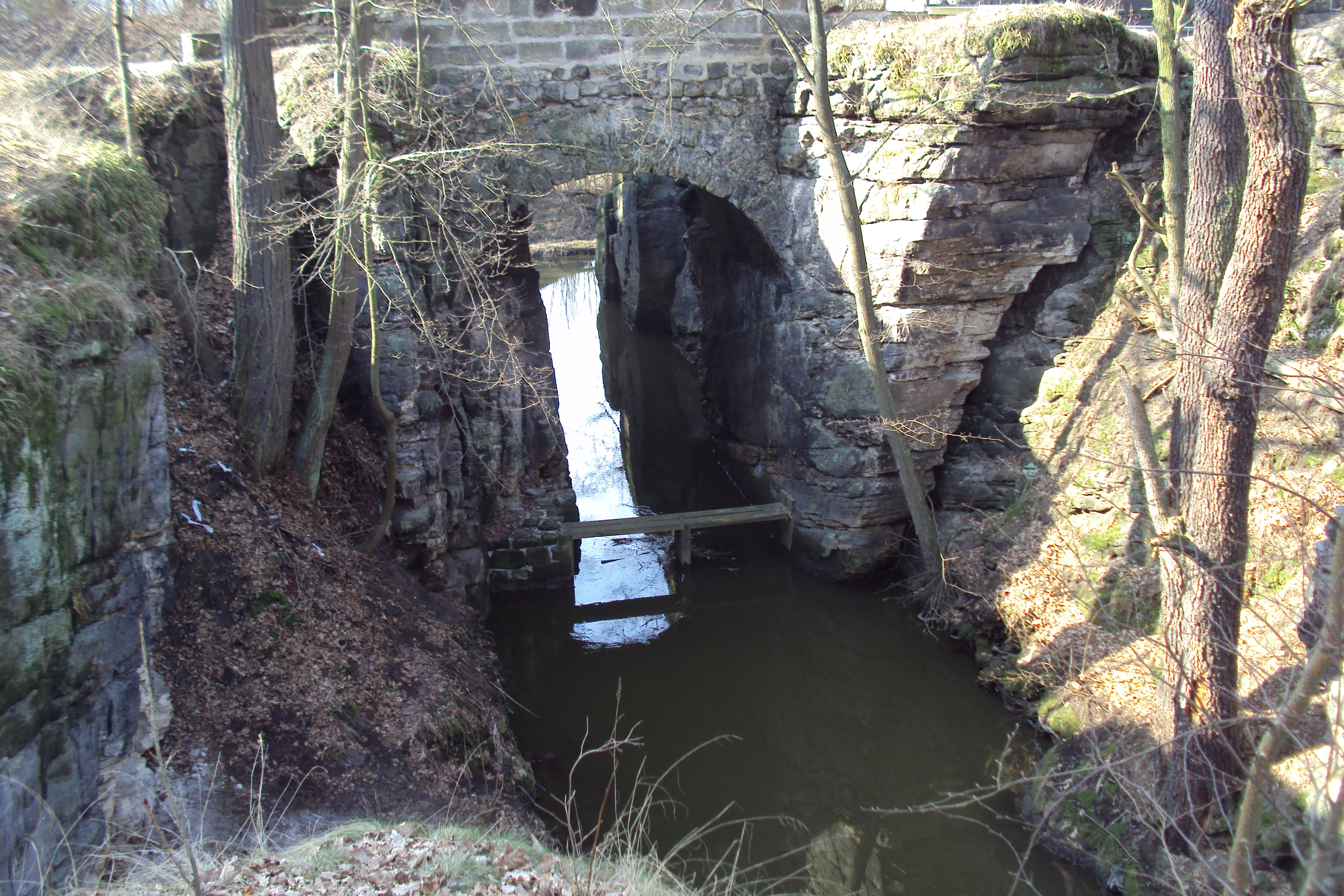
Mnichovská průrva

## Památky

### Kostel svaté Barbory
Kostel byl postaven na místě někdejšího kostela a tvrzi po roce 1550. Je přístupný od Zahrádek silničkou v polích, po které je vedena i mezinárodní turistická trasa (červeně značená Máchova cesta) E10.  Před kostelem je místo k parkování. V kostele není elektrická přípojka, díky dobré akustice se zde pořádají často koncerty. V kostele je hrobka rodu Kouniců.

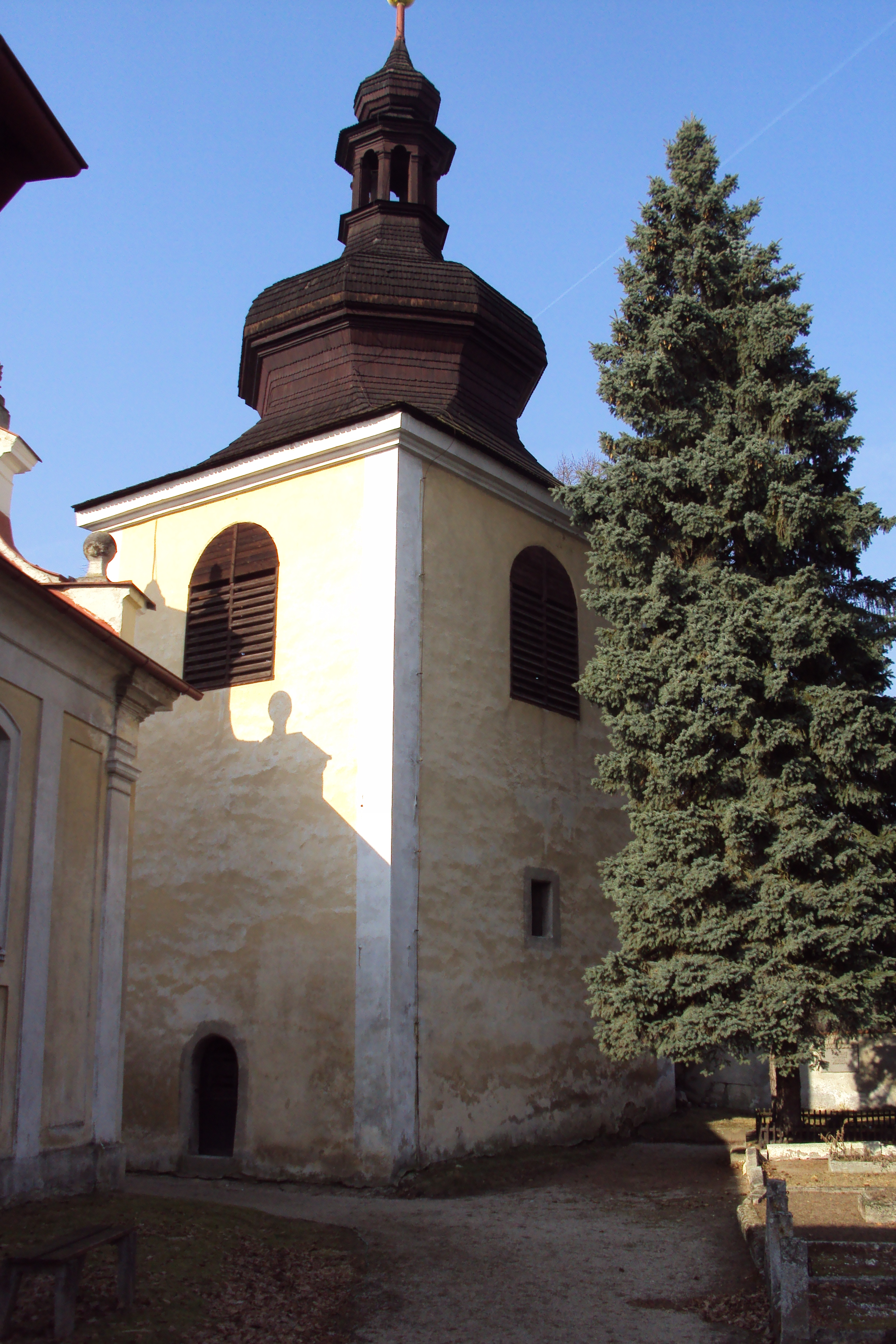
Věž zvonice u kostela

V těsném blízkosti kostela je jednak hřbitov a též robustní stavba zvonice, naposledy zrenovovaná po roce 1970. U zdi kostela a ve zvonici jsou zazděny kameny s letopočty 1582 a 1609.

### Svatá Starosta
Na červené odbočce od kostela svaté Barbory se dostane pěší turista k Mnichovské průrvě. Předtím je barokní socha vousaté svaté Starosty, kterou sem nechali postavit Kounicové v roce 1705. Tehdy jim zdejší krajina patřila.

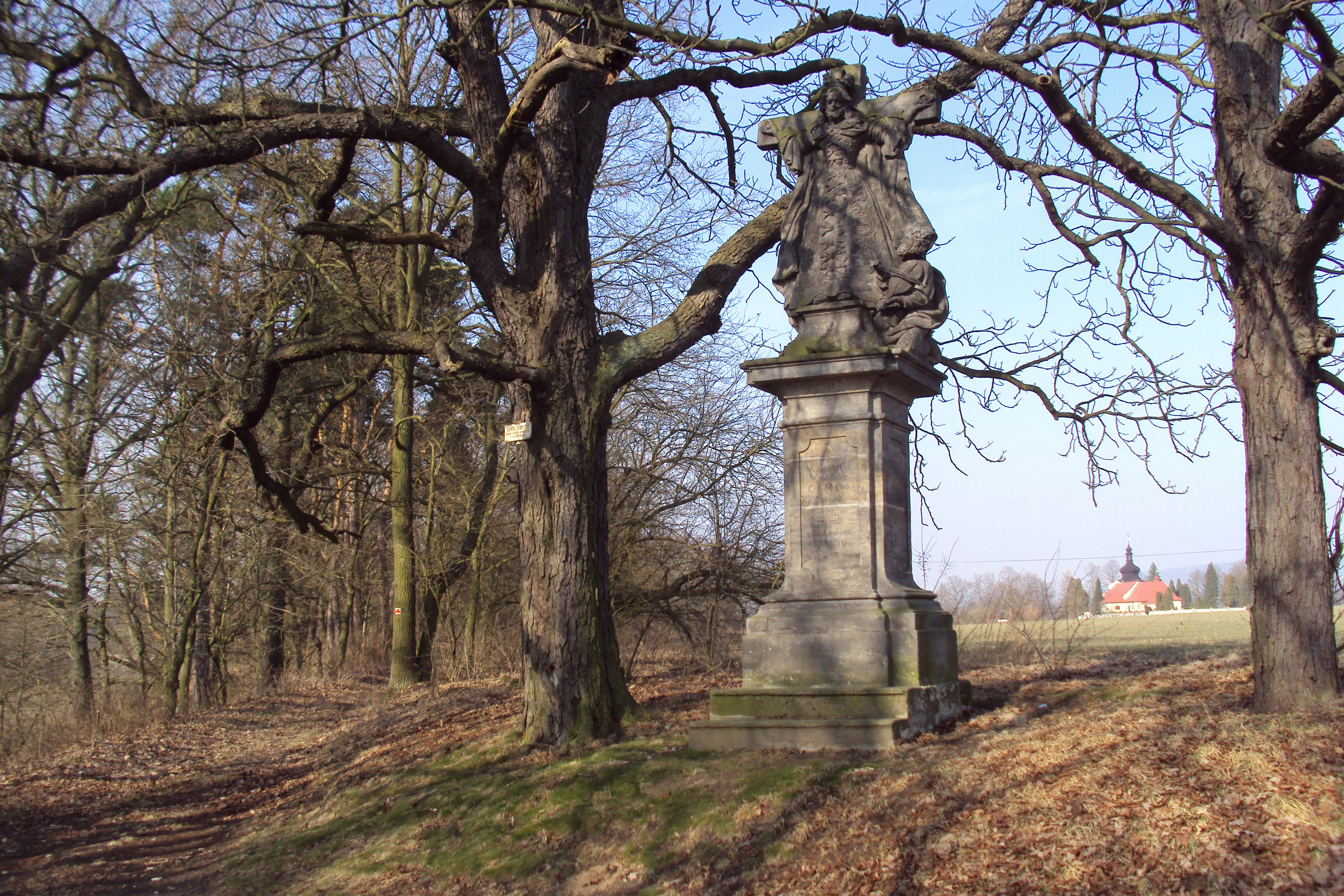
Socha svaté Starosty

### Mnichovská průrva
Středověká stavba Mnichovské průrvy ve skalách pro vody Bobřího potoka napájející Novozámecký rybník.

## Přístup
Nejbližší spojení vlakem (trať 087) či autobusy je v obci Zahrádky. Po hřebeni Mnichovské průrvy vede úzká frekventovaná silnice I/9 od České Lípy směrem na Doksy či Prahu, nejsou zde parkovací místa. Ze Zahrádek kolem kostela vede červená turistická cesta E10, z níž je vytyčena krátká odbočka kolem zmiňované sochy k Mnichovské průrvě.